# 15502 Hypeirochus
15502 Hypeirochus eller 1999 NV27  är en trojansk asteroid i Jupiters lagrangepunkt L5. Den upptäcktes 14 juli 1999 av LINEAR i Socorro County, New Mexico. Den är uppkallad efter Hypeirochus i den grekiska mytologin.
Asteroiden har en diameter på ungefär 53 kilometer.